# Ronneby garnison
Ronneby garnison är en garnison inom svenska Försvarsmakten som verkat i olika former sedan 1888. Garnisonen är belägen i Kallinge, norr om Ronneby vid Kallinge flygplats.

## Historik
År 1887 bildades Blekinge bataljon och förlades till Wämö slätt och hade sin förbandsexpedition i Karlskrona. År 1888 kom bataljonen att omlokaliseras till Bredåkra och den 1 oktober 1891 kom förbandsexpeditionen förläggas till Ronneby. Bredåkra blev den sista av arméns tillkomna mötesplatser som anordnades under 1800-talet. Den 1 maj 1890 förlades Infanterivolontärskolan i Ronneby till Bredåkra. År 1906 lämnades mötesplatsen då de kvarvarande förbanden blev kasernerade i det närbelägna Karlskrona. På 1940-talet togs Bredåkra åter i anspråk, då av Flygvapnet som förlades Blekinge flygflottilj till den gamla heden.

### Bredåkra/Kallinge
Bredåkra var åren 1888–1905 övningsplats för Blekinge bataljon och Karlskrona grenadjärregemente. Här låg tidigare en järnvägsstation vid Bredåkra–Tingsryds Järnväg. I byn finns Bredåkra kyrka. Bredåkra herrgård har tillhört släkten Wrede af Elimä. Genom försvarsbeslutet 1936 hade Flygvapnet fått en ny och utökad organisation, vilken omfattade sju flottiljer och en flygskola. Den nya organisationen bestod dock endast av en jaktflottilj, Svea flygflottilj (F 8), vilket föranledde att riksdagen i början av 1940 beslutade att två nya jaktflottiljer skulle sättas upp tillsammans med en spaningsflottilj och en lätt bombflottilj. I försvarsbeslutet 1942 fastställdes utökningen, men det fastslogs även att Flygvapnet skulle sätta upp ytterligare fem flottiljer. Där Blekinge flygflottilj F 17 var en av de fem flottiljerna, vilken skulle en sättas upp i Blekinge som marinsamverkande torpedflygflottilj. Två huvudalternativ fanns som bas- och förläggningsplats, Ramdala slätt öster om Karlskrona och Kallinge norr om Ronneby. Marinen var en av förespråkarna till att förlägga flottiljen till Karlskrona. Detta då man såg en fördel att ha den så nära som möjligt till sin marinbas i Karlskrona. Lantbrukarna i området stödde inte förslaget utan möte det med protester, då Ramdala slätt är den delen av Blekinge med bördigast åkermark. Även landshövding Sven Hagströmer hade invändningar mot att placera flottiljen på Ramdala slätt. Istället valdes Bredåkra hed, en mark som redan ägdes av kronan, och dessutom tidigare använts som militärt övningsområde. Åren 1886–1901 hade Blekinge bataljon vapenövat på Bredåkra lägerplats. Efter 1901 användes heden periodvis av Karlskrona grenadjärregemente (I 7). Den 1 juli 1944 sattes flottiljen upp i Kallinge och tilldelades namnet Kungliga Blekinge flygflottilj. Flottiljens första chef blev överstelöjtnant Torsten Rapp, som senare blev Sveriges överbefälhavare. Flottiljens stab inrättades provisoriskt i Ronneby brunn i Ronneby. Detta på grund av byggnation av kaserner och anläggandet av flygfältet gick trögt och bara till hälften färdigställt. Bakgrunden till att flottiljområdet bara delvis var färdigställt, beroende på brist av byggnadsmaterial och att byggnadsarbetare kallats in till militärtjänstgöring. Huvudbyggnaderna på flottiljområdet uppfördes efter 1940 års byggnadsutrednings standardritningar. Något som medförde att flottiljen i stort sett fick likadana byggnader som tillkom vid andra flottiljer under samma tid. År 1952 anlades den permanenta rullbanan. År 1958 öppnades flygplatsen för civilflyget.
I samband med försvarsbeslutet 2004, där flottiljen blev en av tre i Flygvapnet, beslutades om en om- och tillbyggnad av flottiljen. Detta med bakgrund till att en stor del av Försvarsmaktens helikopterverksamhet förlades till Kallinge. Den 21 mars 2013 meddelade Regeringen Reinfeldt att man beslutat om det så kallade Ronnebypaketet, vilket var en investering i flygflottiljen på 647 miljoner kronor varav 450 miljoner gäller utbyggnader åt helikopterverksamheten. Den 2 december 2013 togs, genom en mindre ceremoni, det första spadtaget till den nya flygplatsen, vilket togs av Ronald Ringtun från Fortifikationsverket, Överste Magnus Westerlund chef Helikopterflottiljen, Överste Gabor Nagy chef Blekinge flygflottilj, och Peter Glimwall från lokalplaneringsenhet Syd. Byggnationen av flygplatsen är planerad att vara färdig sommaren 2017. Och kommer då gett flottiljen ett nytt flygledartorn, separat start- och landningsbana för helikoptrar, ny hangarbyggnad för helikoptrar, ny uppställningsplatta för helikoptrar, ny flygdrivmedelsanläggning, ny uppställningsplatta för transportflyg, ny uppställningsplatta för incidentflyg. Vidare ges hela flygplatsen en ny och förbättrad teknisk infrastruktur.
Den 19 december stängdes det gamla flygledartornet och den 20 december 2015 togs det nya flygledartornet i drift. Flygledartornet som drivs av Luftfartsverket (LKV), ingick i den första etappen av det så kallade Ronnebypaketet. Ett paket, sett till antal flygplan och helikoptrar, kommer att göra flygplatsen till Sveriges största militära flygplats. Den officiella invigningen av det nya flygledartornet skedde den 5 februari 2016. Flygledartornet var då helt klart efter att det tio år tidigare hade projekterats inom ramen för Ronnebypaketet. Arbetet med det nya flygledartornet sysselsatte fyra myndigheter, där Fortifikationsverket stod för byggnaden, LFV kravställde de operativa kraven på flygtrafikledningssystemen. FMV för bland annat tekniska installationen av flygtrafikledningssystemen, och Försvarsmakten för den tekniska driften av systemen. Unikt för det nya flygledartornet var även att det blev först ut med att förses med det nya flygtrafikledningssystem Mil i-ATC, vilket ska finnas på samtliga militära flygplatser. Den 18 december 2015 stängdes flygverkstaden vid flottiljen. Detta med anledningen av att flygverkstäderna inom Flygvapnet tidigare överförts till FMV, och FMV ansåg att det räckte med två flygverkstäder, vid flottiljerna i Såtenäs och Luleå. Flygverkstaden i Ronneby avvecklades med det efter 70 år som aktiv flygverkstad.

### Ronneby
Blekinge bataljon hade sin expedition i Ronneby på Vierydsvägen. Infanterivolontärskolan i Ronneby hade sina skolor på Götgatan 27. Från 1905 lämnade skolan Ronneby och byggnaden användes som förråd. Den 30 september 1929 kom byggnaden att övertas av Ågårdens vårdhem för vård av sinnessjuka. År 1968 revs byggnaden.